# Wilhelm Hengstenberg
Wilhelm Hengstenberg (né le 24 novembre 1853 à Brandebourg-sur-la-Havel et mort le 16 décembre 1927 à Wiesbaden) est un avocat et fonctionnaire allemand.

## Biographie
Issu de la famille Hengstenberg (de) et fils du théologien Ernst Wilhelm Hengstenberg, Wilhelm Hengstenberg étudie le droit à l'Université de Heidelberg après avoir obtenu son diplôme d'études secondaires. En 1875, il devient membre du Corps Saxo-Borussia. Après le premier examen d'État en droit, il devient apprenti juriste à Wiesbaden en 1878. En 1881, il entre dans l'administration interne du royaume de Prusse. En 1884, il se rend à Francfort-sur-l'Oder en tant qu'assesseur du gouvernement.
Depuis 1887, il est administrateur de l'arrondissement de Lauban. En 1899, il rejoint le gouvernement de la province de Silésie à Breslau comme premier conseiller présidentiel. En 1902, il devient président du district de Wiesbaden. En 1905, il est nommé sous-secrétaire d'État au ministère d'État prussien. En 1907, il devient haut président de la province de Hesse-Nassau. Le 1er septembre 1917, il est mis à la retraite à l'âge de 64 ans.